# Daniel Carvalho
Daniel da Silva Carvalho (Pelotas, 1º marzo 1983) è un ex calciatore brasiliano, di ruolo centrocampista.
Il 26 agosto 2005, quando militava nel CSKA Mosca, segna il gol dell'1-0 nella Supercoppa UEFA 2005 contro il Liverpool; gli inglesi ribalteranno poi il risultato e vinceranno il trofeo.

## Carriera
Ha iniziato la sua carriera nel 2001, nell'Internacional, prima di passare nel 2004 al CSKA Mosca, in Russia. Ha giocato quattro partite per la nazionale brasiliana, segnando due reti.
La sua carriera è stata tormentata da pesanti infortuni che gli hanno impedito di mostrare tutto il suo potenziale; anche per questo motivo il 28 luglio 2008 si è trasferito in prestito all'Internacional, in modo da potersi riprendere completamente dal punto di vista fisico, in vista di un futuro reintegro nella rosa del CSKA Mosca.

## Statistiche

### Cronologia presenze e reti in nazionale
| Cronologia completa delle presenze e delle reti in nazionale ― Brasile | Cronologia completa delle presenze e delle reti in nazionale ― Brasile | Cronologia completa delle presenze e delle reti in nazionale ― Brasile | Cronologia completa delle presenze e delle reti in nazionale ― Brasile | Cronologia completa delle presenze e delle reti in nazionale ― Brasile | Cronologia completa delle presenze e delle reti in nazionale ― Brasile | Cronologia completa delle presenze e delle reti in nazionale ― Brasile | Cronologia completa delle presenze e delle reti in nazionale ― Brasile |
| Data                                                                   | Città                                                                  | In casa                                                                | Risultato                                                              | Ospiti                                                                 | Competizione                                                           | Reti                                                                   | Note                                                                   |
| ---------------------------------------------------------------------- | ---------------------------------------------------------------------- | ---------------------------------------------------------------------- | ---------------------------------------------------------------------- | ---------------------------------------------------------------------- | ---------------------------------------------------------------------- | ---------------------------------------------------------------------- | ---------------------------------------------------------------------- |
| 16-8-2006                                                              | Oslo                                                                   | Norvegia                                                               | 1 – 1                                                                  | Brasile                                                                | Amichevole                                                             | 1                                                                      | 72’                                                                    |
| 3-9-2006                                                               | Londra                                                                 | Argentina                                                              | 0 – 3                                                                  | Brasile                                                                | Amichevole                                                             | -                                                                      | 59’                                                                    |
| 15-11-2006                                                             | Basilea                                                                | Svizzera                                                               | 1 – 2                                                                  | Brasile                                                                | Amichevole                                                             | -                                                                      | 89’                                                                    |
| Totale                                                                 |                                                                        | Presenze                                                               | 3                                                                      |                                                                        | Reti                                                                   | 1                                                                      |                                                                        |

## Palmarès

### Club

#### Competizioni nazionali
- Supercoppa di Russia: 4

CSKA Mosca: 2004, 2006, 2007, 2009
- Coppa di Russia: 2

CSKA Mosca: 2004-2005, 2005-2006
- Campionato russo: 1

CSKA Mosca: 2005

#### Competizionii internazionali
- Coppa UEFA: 1

CSKA Mosca: 2004-2005
- Coppa Sudamericana: 1

Internacional: 2008

### Nazionale
- Campionato mondiale Under-20: 1

2003

### Individuale
- Calciatore russo dell'anno: 1

2005